# Nowa Wieś za Sołą
Nowa Wieś za Sołą – osada w Polsce położona w województwie śląskim, w powiecie bielskim, w gminie Wilamowice.